# 叶順子 (シネマジック)
叶 順子（かのう じゅんこ）は、日本のAV女優。
1980年代後半から1990年代前半にかけて活動した。ダイヤモンド映像で活動した叶順子とは別人。
プロフィールは資料によって記述がまちまちであり、初期は生年月日については1968年3月15日または1968年7月17日としているものが多い。後年は1967年3月15日に統一されている。出身地は東京都、茨城県、長野県としている資料があり、雑誌インタビューでは茨城県八千代町で育ったとも語っている。

## 略歴
1988年1月にグラビアデビュー。同年4月には「セーラー服・三姉妹」（マドンナメイト）でAVデビューする。AVアイドル路線で活動したが、同年末にはいったん引退を表明する。
1989年には演技派・本番路線のAV女優としてカムバック、『柔らかい肌』、『インサート・スパーク 姦痛』などのストーリーものの作品に出演した。
1990年に入ると本格的にSMの分野に進出。芳友舎のSMレーベル「X」や、シネマジック、大洋図書などのレーベルで多数の作品に出演し、妖艶なMプレイを見せた。また、多くの作品でレズプレイも披露した。後年には映画にも本格的に進出、日本・香港合作の『獣』などの出演作を残している。
AV女優としての活動は実質的に1994年前後までだったとみられる。

## 作品

### アダルトビデオ（オリジナル作品のみ）
- セーラー服・三姉妹　（1988年4月22日、マドンナメイト）　共演：浅井むつみ、松本まりな
- ロストバージンストーリー 半熟Eカップ 綱渡りの巨乳　（1988年5月26日、ビップ）
- オーバーDカップ 天下御免 Act.1　（1988年7月29日、ビップ）　共演：舞坂ゆい、早坂りな
- ワルサの女がワルサする 2　（1988年9月15日、ビップ）
- オーバーDカップ 天下御免 Act.2　（1988年11月18日、ビップ）　共演：舞坂ゆい、早坂りな
- サーキュレーション　（1988年11月24日、ピラミッド）
- ACTRESSビデオマガジン ギャルズスペシャル 1　（1988年12月19日、リイド社）　共演者多数
- 柔らかい肌　（1989年4月15日、KUKI）　共演：望月未来
- 微笑み未満　（1989年5月28日、宇宙企画）
- 桃色遊び　（1989年8月25日、MADONNA VIRGIN　（フェニックス））
- インサート・スパーク 姦痛　（1989年9月9日、ミス・クリスティーヌ）
- FETISTIC VIDEO MAGAZINE 淑女館　（1989年9月10日、宇宙企画）　共演：結城ゆかり、松本まりな
- 宇宙企画のSUPER LINGERIE Vol.4　（1989年10月9日、英知出版）　共演者多数
- 快楽ハンター･女狩り　（1989年10月21日、小さな映画会社）　共演：山本なつき、水樹亜美、杉森久美子
- 看護婦恥じらい日記　（1989年11月10日、笠倉出版社）　共演：浅野しおり、麻丘ひとみ
- ビデオマガジン・男の遊艶地 11　（1989年11月20日、リイド社）　共演者多数
- ザ・スキャンダル VI 鏡の中の娼婦　（1990年2月21日、シネマジック）　共演：菊池えり
- GAGS!　さるぐつわで遊ぼうボンデージ　（1990年4月10日、大洋図書）　共演：藤木流花他
- BIZARRE!　いじめてあげますボンデージ　（1990年6月1日、大洋図書）　共演：舞坂ゆい、山崎真理亜
- どれい夫人・順子　人間をやめた3日間　（1990年7月15日、X）
- マダムX　私は、いけにえ夫人　（1990年12月9日、X）
- LINGERIE COLLECTION Vol.4　優しき拘束　（1991年10月20日、英知出版）　共演者多数
- 囚われの肉奴　（1991年12月20日、大洋図書）
- 新・奴隷花 5　乳虐の宴　（1992年1月31日、シネマジック）　共演：今井その子
- 杏奈カラダ張ってます I （凌辱篇）　（1992年3月16日、エイトマン）　主演：高見沢杏奈
- 新・奴隷花 6　被虐の舞　（1992年3月27日、シネマジック）　共演：森川いづみ
- Bondage Collection 採集された乙女たち II （1992年4月3日、シネマジック・ノワール）　他出演：田村るみ他
- 新・奴隷花 7　恥虐の獄　（1992年5月29日、シネマジック）　共演：シンディ
- 女囚幻想 III 無残絵いろ地獄　（1992年6月19日、シネマジック）　共演：中川あずさ
- 原色VIDEO図鑑　高級制服倶楽部 Vol.5　（1992年6月21日、宇宙企画）　共演者多数
- ハイ・スキン　Vol.2　（1992年6月26日、メディアックス）　共演者多数・編集版?
- 令嬢受難 狙われた純情　（1992年8月30日、大洋図書）　共演：立花未沙
- 縄奉仕 2　（1992年12月16日、サンセットカラー）
- 隷妻・マリコ　肉悦の罠　（1993年5月10日、大洋図書）　主演：樹まり子
- 奴隷妻・美和子　飼育調教　（1993年6月10日、大洋図書）　主演：斉藤美和子
- 淫縛女教師　（1993年6月20日、MOJO）
- レズビアン倶楽部 V 熟女3P　（1993年7月25日、マドンナメイト）　共演：樹まり子、相川瞳
- 愛奴 淫従の調教責め　（1993年8月6日、笠倉出版社）
- SUPER LINGERIE Vol.29　微笑む下着　（1994年1月10日、英知出版）　共演者多数
- 百合の女教師　トリプルレズビアン　（1994年12月24日、Gang）　共演：夏樹麻緒、風吹あんな
- Y's PLAY BONDAGE STAGE I （1995年6月1日、オフィスタイヨー）　共演：小夜伽
- 魔性の麗奴　（1995年7月17日、オー・ケイ出版社）

## 出演

### 映画
- 六本木隷嬢クラブ　（1989年4月1日、制作：フィルムキッズ、配給：エクセス）　共演：若菜忍
- 新・童貞物語 ホンコンバージンボーイ　（1990年3月10日、制作：バンダイ他、配給：バンダイ）　主演：増田未亜
- 制服本番 おしえて!　（1990年4月、制作：フィルムキッズ、配給：エクセス）　主演：山下麻衣
  - 不毛な制服　恥ずかしい半熟　（2008年5月改題再公開、配給：新日本映像）
- 痴漢電車 拝ませて貰います　（1993年4月30日、制作・配給：大蔵映画）
- ピンクセーラー 私に火をつけて　（1993年6月11日、制作・配給：大蔵映画）
- U.S.A. 乱行体験　（1993年8月20日、制作・配給：大蔵映画）
- KEDAMONO 獣　（1993年10月、制作：CHAMPION CHART FILM PRO.／ISEMOTO ENTERPRISE）　主演：村上麗奈 - 日本ではビデオ発売のみ　（1996年2月2日、イメージファクトリーアイエム）

## 書籍

### 写真集
- 魅・惑・的　（1988年10月19日発行、撮影：山木隆夫、大陸書房）
- ジャジャ6　（愛奴写真館7）　（1990年1月10日発行、撮影：大木真澄、大陸書房）
- BD WAVE　（1991年8月1日発行、撮影：杉浦則夫、大洋図書）
- 倒錯の予感　（1991年8月20日発行、撮影：大木真澄、ピラミッド社）
- 美縛の虚像　（1993年9月25日発行、撮影：大木真澄、笠倉出版社）
- 真珠の足枷　（1994年4月1日発行、撮影：大木真澄、黒田出版興文社）

### 主要掲載誌（男性誌除く）
シノラマ東京1989 夜　（アサヒカメラ 1989年1月号 、撮影：篠山紀信、朝日新聞社）